# Усть-Каренга
Усть-Ка́ренга — село в Тунгокоченском районе Забайкальского края России. Образует сельское поселение «Усть-Каренгинское».

## География
Находится на левом берегу реки Каренги, вблизи места впадения её в реку Витим, примерно в 213 км к северо-востоку от районного центра, села Верх-Усугли, на высоте 680 метров над уровнем моря.

## История
Основано в 1931 году как усадьба колхоза «Красный охотник», впоследствии реорганизованного в участок Витимского госпромхоза. В 1986 году в селе был образован госпромхоз «Каренгинский».

## Население
| 1989 | 2002 | 2010 | 2011 | 2012 | 2013 | 2014 |
| ---- | ---- | ---- | ---- | ---- | ---- | ---- |
| 219  | ↗236 | ↘185 | ↘184 | ↘179 | ↘177 | ↘170 |
| 2015 | 2016 | 2017 | 2018 | 2019 | 2020 | 2021 |
| ↘167 | ↘166 | ↘163 | ↘162 | ↘157 | ↘156 | ↘143 |

Гендерный состав
По данным Всероссийской переписи, в 2010 году численность населения села составляла 185 человек (100 мужчин и 85 женщин).
Национальный состав
Русские и эвенки.

## Инфраструктура
Начальная школа, детский сад, библиотека, эвенкийский охотничье-промысловый производственный кооператив «Диана». В 2014 году построен храм "Всех Сибирских святых". Действует аэропорт.

## Улицы
Уличная сеть состоит из 4 улиц.